# Tihec
Tihec je priimek več znanih Slovencev:
- Aleš Tihec (1974–2022), športni novinar
- Slavko Tihec (1928–1993), kipar, prof. ALU
- Vlasta Zorko Tihec, kiparka
- Simon Tihec (1921–1991), fotograf, predsednik Fotokluba Maribor 1960-